# Philippe Vatuone
Philippe Vatuone född den 13 april 1962 i Sète, Frankrike, är en fransk gymnast.
Han tog OS-brons i fristående i samband med de olympiska gymnastiktävlingarna 1984 i Los Angeles.